# باوف رع
باوف رع (يُقرأ أيضًا بايف رع ورع باوف) هو اسم ابن مزعوم للملك خوفو من الأسرة المصرية الرابعة. يُعرف من قصة في بردية وستكار ومن نقش صخري في وادي الحمامات. لم يتم توثيقه في مصدر معاصر له أو من خلال علم الآثار، مما يجعل وجوده كشخصية تاريخية محل نزاع بين العلماء حتى يومنا هذا.

## الهوية
من الممكن أن يكون باوف رع هو نفسه حور باف أو باباف الأول.

### باوف رع في وادي الحمامات
في النقش في وادي الحمامات، يكتب اسم باوف رع في خرطوش ملكي، مما يسبب بعض الارتباك بين علماء المصريات، حيث لم يتم توثيق باوف رع لا في عهده ولا أثريًا. قد يكون أنه كان يعبد كراع محلي لعمال المناجم. يمكن ملاحظة ظاهرة مماثلة مع الأمير حرددف، الذي كتب اسمه أيضًا خطأ في خرطوش، على الرغم من أنه تم توثيقه أثريًا كـ "ابن الملك" فقط. يظهر اسم باوف رع كآخر اسم في قائمة تضم الملوك خوفو، جدف رع، خفرع وحرددف.
يعتقد علماء المصريات مثل دونالد بي. ريدفورد أن اسم وتمجيد باوف رع وحرددف يستندان إلى سوء فهم نشأ في بداية الدولة الحديثة، عندما تم تأليف أعمال أدبية مثل خوفو والسحرة ونبوءة نفرتي وتم منح الأبطال أدوارًا تاريخية مزعومة. ربما اعتقد المصريون أن جميع أبناء وأحفاد خوفو حكموا بعد هذا الملك، حيث أن جميع الملوك حتى شپسسكاف كانوا في الواقع أبناء أو أحفاد أو أبناء أحفاد خوفو. وبالتالي، يمكن أن يكون هذا التسلسل الخاطئ قد شمل باوف رع وحرددف.

### باوف رع في بردية وستكار
يظهر باوف رع في بردية وستكار كشخصية أدبية. يُعطى اسمه هنا كاسم خاص بدون خرطوش ملكي. في القصة، يقوم أبناء خوفو بتسلية والدهم من خلال سرد قصص عن السحرة والمعجزات التي شهدوها تحت حكم أسلاف خوفو زوسر، نبكا وسنفرو. يظهر باوف رع كراوي القصة الثالثة.
يروي باوف رع قصة جده الملكي سنيفرو، والد خوفو. في القصة، يُكشف أن سنيفرو كان يشعر بالملل والاكتئاب في أحد الأيام، وأخبره كاهنه جاجامعنخ أنه يجب عليه دعوة الفتيات الجميلات للقيام بجولة تجديف على البحيرة الملكية. عندما كانوا يستمتعون بالجولة، تنقطع الرحلة بفقدان خادمة التجديف تميمة ثمينة. يستعيد ددجاعمنخ التميمة باستخدام تعويذة تحرك مياه البحيرة جانبًا. ثم تُعاد التميمة إلى الخادمة وتستمر رحلة التجديف. يسر سنيفرو بددجاعمنخ، يكافئه بسخاء ويقضي بقية اليوم في الاحتفال.
عند سماع انتهاء هذه القصة، يقدم خوفو القرابين إلى كا سنيفرو وددجاعمنخ، ويسر بابنه باوف رع.

## القبر المحتمل
تم نُسب المصطبة المزدوجة G 7310 – 7320 في الجبانة الشرقية بـهضبة الجيزة إلى باوف رع عدة مرات. ولكن البعض الآخر نسب القبر بشكل مؤقت إلى الأمير باباف الأول.

## روابط خارجية
- باوف رع في بردية وستكار (بردية برلين 3033)، نسخ بواسطة بلاكمان (1988) (ملف PDF)